# Helophorus aquaticus
Helophorus aquaticus ist ein Käfer aus der Familie der Wasserkäfer und der Unterfamilie Helophorinae. Die Gattung Helophorus ist in Europa mit acht Untergattungen vertreten, Helophorus aquaticus gehört zur Untergattung Helophorus, die in Europa mit sieben Arten vertreten ist.
Bei Reitter werden im Bestimmungswerk „Fauna Germanica“ Synonyme verwendet, die Verwirrung stiften. Unter dem Namen „Helophorus aquaticus L.“ wird dort die Art Helophorus grandis Ill. beschrieben, die hier beschriebene Art wird bei Reitter zusammen mit weiteren Arten als Variante „v. aequalis“ geführt. Weiterhin wurde erst 1982 nachgewiesen, dass Helophorus aquaticus für zwei Arten steht, deren Karyogramm deutlich differiert und die nicht kreuzbar sind, nämlich Helophorus aquaticus und Helophorus aequalis. Bei Literaturangaben und Fundortzetteln zu Helophorus aquaticus muss also sorgfältig geprüft werden, ob sie sich wirklich auf Helophorus aquaticus beziehen.
Der Gattungsname Helophorus von altgriechisch ήλος ‚hēlos‘ ‚Nagel, Buckel‘ und φωρῶς ‚phorós‘ ‚tragend‘ benennt die Erhebungen auf dem Halsschild.  Der Artname aquaticus von lat. aquāticus  bedeutet ‚im Wasser lebend‘ und bezieht sich auf den Käfer, nicht auf die Larve. Als deutscher Name für die artenreiche Gattung ist ‚Furchenwasserkäfer‘ gebräuchlich.
|                                           |                                                                       |                        |
| Abb. 2: Kopf und Brustschild              | Abb. 3: Penis                                                         |                        |
|                                           |                                                                       |                        |
| Abb. 1: Ansicht von unten, Seite und vorn | Abb. 4: Hinterleibsende von unten oben: H. grandis unten H. aquaticus | Abb. 5: Kiefer- taster |

## Merkmale des Käfers
Der vier bis sechs Millimeter lange Käfer ist dunkel gelbbraun, die Färbung wird aber häufig durch Verschmutzung verfälscht. Die Weibchen sind durchschnittlich etwas länger als die Männchen.  Der Käfer ist von oben betrachtet länglich oval und von der Seite betrachtet unten flach und oben gewölbt (Abb. 1).
Auf der Kopfoberseite befindet sich eine große und tiefe Furche in Form eines Y (Abb. 2). Die viergliedrigen Kiefertaster mit sehr kleinem Basisglied ragen weit über den Kopfumriss hinaus. Ihr letztes Glied ist nicht symmetrisch zur Längsachse, sondern die  Innenseite ist fast gerade, die Außenseite dagegen deutlich nach außen gewölbt (Abb. 5). Die Oberkiefer sind kurz und gebogen. Sie enden in einer Spitze und tragen auf der Innenseite einen kleinen spitzen Zahn. Die neungliedrigen Fühler sind auf der Kopfunterseite eingelenkt. Auf die zwei kräftigen Basisglieder folgen drei schmale Fühlerglieder und ein Glied, das sich nach außen verbreitert und sich der Keule anschmiegt. Die Fühler enden in einer dreigliedrigen Keule, deren Glieder durch die Behaarung matt erscheinen.
Die Arten der Gattung sind leicht durch fünf Längsfurchen auf dem Halsschild erkennbar. Bei Helophorus aquaticus sind die Zwischenräume gleichmäßig grob und vollständig granuliert, die Körner hängen teilweise zusammen. Die neben der mittleren Längsfurche gelegenen Innenwülste glänzen (Abb. 2).
Die Flügeldecken tragen deutliche Punktreihen aus groben Punkten. Die Zwischenräume zwischen den Punktreihen sind gleichermaßen fast flach und nicht abwechselnd flach und gewölbt (Abb. 1 unten). Die Punktreihe neben der Flügeldeckennaht verzweigt sich in der Nähe der Basis. Die dadurch entstehende stark verkürzte Punktreihe nennt man Skutellarstreif. Einen Skutellarstreif besitzt nur ein Teil der Arten der Gattung. Die Flügeldecken besitzen in der Regel wenige hellere Flecken.
Der Hinterrand des letzten Abdominalsternits ist prägnant, aber nicht zinnenartig mit deutlichen Zwischenräumen gezackt wie beim größeren Helophorus grandis (Abb. 4). Der männliche Aedeagus ist in Abb. 3 abgebildet. Er verengt sich nach oben stärker als bei Helophorus aequalis. Beim Weibchen sind die „Spitzen“ des  hufeisenförmigen neunten Tergit nicht nach außen gebogen.
Die Beine sind eher schwach ausgebildet. Vorder- und Mitteltarsen sind viergliedrig, die Hintertarse fünfgliedrig. Die Klauenglieder sind lang, das Klauenglied der Hintertarsen jedoch deutlich kürzer als die übrigen vier Tarsenglieder zusammen.

## Larve
Die langgestreckte Larve besitzt neun vollständig entwickelte Hinterleibssegmente und zwei lange dreigliedrige Abdominalanhänge. Im dritten Stadium erreicht sie eine Kopfbreite von 0.85 bis 0,9 Millimeter.
Der Vorderrand des Kopfes trägt in der Mitte einen dreieckigen Fortsatz (Nasale), beidseitig davon sitzt je ein nach vorn gerichtete lappenförmiger Fortsatz, an dessen Vorderrand sich jeweils fünf nach innen gekrümmte Borsten befinden.
Jedes Hinterleibssegment besitzt oberseits jeweils symmetrisch zueinander zwei dorsale und zwei dorsolaterale Sklerite sowie auf beiden Seiten zwei punktförmig kleine Sklerite. Der kleinere davon liegt vor dem dorsoventralen Sklerit, der größere noch weiter vorn und weiter innen. Seitlich befinden sich je zwei laterale Sklerite. Auf der Unterseite sitzen zehn Sklerite, zwei davon medial hintereinander angeordnet, die übrigen jeweils symmetrisch auf beiden Seiten. Auf der Oberseite befindet sich seitlich der dorsolateralen Sklerite je eine Atemöffnung, welche deutlich kleiner als der größere punktförmigen Sklerit ist.
Die Beinpaare an den drei Brustabschnitten sind eher schwach ausgebildet.

## Biologie
Der Käfer bewohnt stehende oder langsam fließende Kleingewässer und temporäre Kleinstgewässer (Wagenspuren, Pfützen, Regentonnen, Wasserabzugsgräben), bevorzugt in montanen Lagen. Die  Art wird als Pionierart in Gewässern mit Sand- und Lehmgrund (silicophil) sowie in Auwiesen und Überschwemmungsarealen (stepophil) eingestuft. In Spanien wurde die Art in über 1300 Metern Höhe angetroffen. Bei einer Untersuchung in Ungarn ergab sich ein sehr deutliches Maximum der Flugaktivität am späten Vormittag.
Die Imagines sind harmlose Pflanzenfresser, sie ernähren sich von verfaulenden Pflanzenstoffen und Fadenalgen, verschmähen im Labor jedoch auch Trockenerbsen nicht. Die Larven leben im Schlamm und ernähren sich von Kleininsekten. Sie können bei der Zucht mit Tubifex gefüttert werden.
Die Art überwintert als Imago, gelegentlich als Larve. Überwinterte Imagines erscheinen im März und legen im April und Mai ihre Eier ab. Die Eiablage erfolgt in einen Kokon aus Seidenfäden. Dieser setzt sich aus einer Tasche und einem schmalen Fortsatz zusammen, der an die Blattspreite eines Süßgrases erinnert und der wie ein Mast oder Kamin über der Tasche steht. Die Tasche enthält ein Eipaket. Der Kokon wird in den Schlamm am Ufer gedrückt. Sollte durch Schlammablagerungen oder steigenden Wasserstand die Sauerstoffversorgung durch das Gewebe der Tasche unterbunden werden, erfolgt die Sauerstoffversorgung über den Kamin. Die Larve schlüpft bei Zimmertemperatur nach etwa einer Woche. Für die folgende Entwicklung benötigt die Art nur etwa zwei Wochen, wobei drei Larvenstadien durchlaufen werden. Zur Verpuppung bauen sich die Larven eine Puppenkammer. Frisch geschlüpfte Tiere erscheinen ab Mitte Juni. Die Geschlechtsreife wird erst nach mehreren Monaten erreicht.

## Verbreitung
Das Verbreitungsgebiet zieht sich von Portugal, Spanien und Italien und den Inseln des westlichen Mittelmeers nördlich bis nach Finnland.  Die Ostgrenze läuft durch  Österreich, Ungarn, Deutschland, Polen und die Baltischen Staaten und spart Tschechien und die Slowakei aus. Im Westen liegen aus Großbritannien und Irland keine Funddaten vor. Außerdem ist die Art aus der Europäischen Türkei, dem Nahen Osten und Teilen Asiens gemeldet.